# Ian Gibson (calciatore)
Ian Stewart Gibson (Newton Stewart, 30 marzo 1943 – Redcar, 25 maggio 2016) è stato un calciatore scozzese, di ruolo centrocampista.

## Carriera

### Club
Gibson esordisce tra i professionisti non ancora sedicenne con l'Accrington Stanley, club della quarta divisione inglese, con cui nella stagione 1958-1959 segna 3 reti in 9 partite di campionato; successivamente si trasferisce al Bradford PA, con il quale nell'arco di un triennio mette a segno complessivamente 18 reti in 88 presenze in quarta divisione. Nell'estate del 1962, a 19 anni e con già quasi un centinaio di partite da professionista alle spalle, passa al Middlesbrough, in seconda divisione: trascorre nel Boro le successive quattro stagioni, tutte da titolare fisso, con un bilancio complessivo di 44 reti in 168 partite di campionato giocate. Nell'estate del 1966 a seguito della retrocessione in terza divisione del Middlesbrough viene ceduto al Coventry City, altro club di seconda divisione, con cui nella stagione 1966-1967 vince il campionato (contribuendo al successo con 8 gol in 31 partite giocate), conquistando così la prima promozione in prima divisione nella storia del club: Gibson esordisce dunque in tale categoria nel 1967, all'età di 24 anni, e vi milita per le successive tre stagioni, segnando in totale 5 reti in 62 partite giocate. Nell'estate del 1970 passa quindi ai gallesi del Cardiff City, militanti nella seconda divisione inglese: qui, oltre a vincere la Coppa del Galles nella stagione 1971-1972, partecipa a due edizioni consecutive della Coppa delle Coppe (6 presenze e 2 reti nella Coppa delle Coppe 1970-1971 e 2 presenze ed una rete nella Coppa delle Coppe 1971-1972) e segna 11 reti in 90 presenze in partite di campionato; viene poi ceduto in coppia con il compagno di squadra Brian Clark al Bournemouth per una cifra complessiva di 100000 sterline: con le Cherries in due stagioni, entrambe in terza divisione, gioca tuttavia solamente 20 partite, senza mai segnare. Si ritira infine nel 1977, all'età di 34 anni, dopo tre stagioni trascorse con vari club semiprofessionistici inglesi e scozzesi.
In carriera ha totalizzato complessivamente 468 presenze e 89 reti nei campionati della Football League.

### Nazionale
Tra il 1963 ed il 1964 ha giocato 2 partite con la nazionale scozzese Under-23.

## Palmarès

### Club

#### Competizioni nazionali
- Campionato inglese di seconda divisione: 1

Coventry City: 1966-1967
- Coppa del Galles: 1

Cardiff City: 1971-1972